# Dražen Marović
Dražen Marović (ur. 14 stycznia 1938 w Splicie) – chorwacki szachista i dziennikarz, arcymistrz od 1975 roku.

## Kariera szachowa
Pierwszy sukces odniósł w 1954 r., zdobywając tytuł wicemistrza Jugosławii juniorów. W 1961 i 1965 r. wystąpił w drużynowych mistrzostwach Europy, w obu przypadkach zdobywając srebrne medale, natomiast pomiędzy 1962 a 1964 r. – trzykrotnie w drużynowych mistrzostwach świata studentów, również dwukrotnie (w latach 1962 i 1963) zdobywając srebrne medale.
Sukcesy na arenie międzynarodowej:
- 1962/63 – Hastings (IV m. za Aleksandrem Kotowem, Svetozarem Gligoriciem i Wasilijem Smysłowem),
- 1964 – Zagrzeb (dz. II m. za Laszlo Szabo, wspólnie z Bruno Parmą),
- 1967 – Amsterdam (turniej IBM-B, I m.),
- 1968 – Malaga (dz. I m. wspólnie z Borislavem Ivkovem),
- 1969 – Olot (dz. II m. za Albéricem O’Kellym de Galwayem, wspólnie z Borislavem Ivkovem),
- 1970 – Skopje (IV m. za Markiem Tajmanowem, Jewgienijem Wasiukowem i Florinem Gheorghiu),
- 1971 – Zagrzeb (dz. I m. wspólnie z Dragoljubem Miniciem),
- 1972 – Amsterdam (turniej IBM-B, dz. I m. wspólnie z Arturem Henningsem i Gyula Saxem), Zagrzeb (dz. II m. za Leonidem Steinem, wspólnie z Mato Damjanoviciem i Vlastimilem Hortem),
- 1973 – Dortmund (międzynarodowe mistrzostwa Niemiec,dz. IV m. za Hansem-Joachimem Hechtem, Ulfem Anderssonem i Borysem Spasskim, wspólnie z Ljubenem Popowem),
- 1976 – Beer Szewa (dz. III m. za Władimirem Liberzonem i Ja’irem Kraidmanem, wspólnie z m.in. Williamem Hartstonem),
- 1977 – Malgrat de Mar (III m.),
- 1978 – Virovitica (I-II m.),
- 1981 – Malaga (dz. II m. za Michaiłem Talem, wspólnie z Borislavem Ivkovem i Istvanem Csomem).

Był redaktorem szachowego miesięcznika Šahovski Glasnik, jak również współautorem podręcznika teoretycznego Teorija otvorenja (Zagrzeb 1976).
Najwyższy ranking w karierze osiągnął 1 maja 1974 r., z wynikiem 2490 punktów dzielił wówczas 95-103. miejsce na światowej liście FIDE, jednocześnie dzieląc 9-10. miejsce wśród jugosłowiańskich szachistów). Od 1991 r. nie występuje w turniejach klasyfikowanych przez Międzynarodową Federację Szachową.